# Matthew Hughes
Matthew Hughes, né le 3 août 1989 à Oshawa, est un athlète canadien, spécialiste du 3 000 m steeple.

## Biographie
Le 12 août 2013, il bat son record personnel en 8 min 16 s 93 pour se qualifier pour la finale des Championnats du monde à Moscou, où il termine 6e.

## Palmarès
| Date | Compétition           | Lieu           | Résultat | Temps         |
| ---- | --------------------- | -------------- | -------- | ------------- |
| 2013 | Championnats du monde | Moscou         | 6e       | 8 min 11 s 64 |
| 2015 | Jeux panaméricains    | Toronto        | 1er      | 8 min 32 s 18 |
| 2015 | Championnats du monde | Pékin          | 8e       | 8 min 18 s 63 |
| 2016 | Jeux olympiques       | Rio de Janeiro | 10e      | 8 min 36 s 83 |
| 2017 | Championnats du monde | Londres        | 6e       | 8 min 21 s 84 |
| 2018 | Jeux du Commonwealth  | Gold Coast     | 4e       | 8 min 12 s 33 |
| 2018 | Coupe continentale    | Ostrava        |          |               |

### Records
| Épreuve              | Performance   | Lieu   | Date         |
| -------------------- | ------------- | ------ | ------------ |
| 3 000 mètres steeple | 8 min 11 s 64 | Moscou | 15 août 2013 |